# كالوم ويلسون (لاعب كرة قدم)
كالوم ويلسون (بالإنجليزية: Callum Wilson)‏ هو لاعب كرة قدم بريطاني في مركز الوسط، ولد في 23 يونيو 1999. لعب مع نادي بارتيك ثيسل.